# Centro spaziale di Semnan
Il Centro spaziale di Semnan (ufficialmente Centro spaziale Imam Khomeini) è il principale spazioporto iraniano. Si trova nella provincia di Semnan, a circa 60 km dalla città di Semnan e a circa 200 km da Teheran. Dispone attualmente di due complessi di lancio.

## Storia
La base di lancio è stata creata nel 1998 per testare in volo il missile balistico a medio raggio Shahab-3. È stata utilizzata per la prima volta per scopi spaziali nel febbraio 2008 in occasione del lancio del razzo-sonda Kavoshgar-1, derivato dal missile Shahab-3. Questo è decollato da una rampa di lancio che sarebbe stata utilizzata in seguito dal lanciatore Safir, primo vettore spaziale sviluppato in Iran. Il primo satellite artificiale iraniano Omid è stato messo in orbita da un razzo Safir decollato da questa piattaforma di lancio nel febbraio 2009. Nel settembre 2012 un lanciatore Safir è esploso poco dopo il decollo danneggiando gravemente la piattaforma di lancio, che è stata successivamente riparata. Nel 2017 è stato inaugurato un secondo complesso di lancio per il primo lancio del razzo Simorgh.